# 佐々木淳 (数学者)
佐々木 淳（ささき じゅん、1980年4月29日 - ）は、日本の数学者。下関市立大学准教授。元防衛省海上自衛隊小月教育航空隊数学教官。元代々木ゼミナール数学科講師。
日本数学検定協会「実用数学技能検定（数検）」1級、 iML国際算数・数学能力検定協会「算数・数学思考力検定」1級、G検定（JDLA Deep Learning For GENERAL 2020#2）、AI実装検定（A級・B級）、日本数学検定協会認定・数学インストラクター・算数インストラクター・幼児さんすうインストラクター、実務教育研究所・統計士、データ解析士を取得。
読売中高生新聞『リスる』の連載を担当。テレビ山口「mix」のコメンテーター、KRYラジオ『KRY Morning Up』の出演も行っている

## 人物
宮城県仙台市出身。山口県下関市在住。
東北学院榴ケ岡高等学校、東京理科大学理学部第一部数学科卒業、東北大学大学院理学研究科数学専攻修士課程修了。学位授与機構で学士（教育学）も取得している。
東京アカデミー、代々木ゼミナール講師、防衛省海上自衛隊小月教育航空隊で航空学生の数学教官（2006年4月から2022年3月）を経て、下関市立大学准教授。
海上自衛隊時代は、自衛官ではなく事務官職（防衛教官）で、3級賞詞（3級防衛功労章）を2度（職務精励、業務改善）受賞し、海上幕僚監部人事教育部長からメダルを授与されている。
航空学生の前身である海軍飛行予科練習生の数学教官を務めた遠山啓を師としている。そのため、遠山の格言「授業は楽しいだけでよい」を座右の銘としている。
高校時代、代々木ゼミナールで覆面の貴講師・数理哲人から数学を学んでおり、現在も交流が続いている。
東日本大震災の津波によって、仙台市若林区荒浜地区の実家が流される。災害時に懸命に活動していた自衛隊の仲間や教え子の姿を見て、自衛隊の活動を後世に伝えていきたいと思うようになり、広報活動を始める。
大学時代から数式の作成はLaTeX2εで行っている。

## 著書
- 『身近なアレを数学で説明してみる』（SBクリエイティブ サイエンス・アイ新書、2019年 ISBN 978-4-797-39671-3）
- 『図解 かけ算とわり算で面白いほどわかる微分積分』（ソーテック社、2020年 ISBN 978-4-800-72083-2）
- 『いちばんやさしいベイズ統計入門 「結果」から「原因」を探し出す』（SBクリエイティブ、2021年 ISBN 978-4-815-60440-0）
- 『公務員試験　最初でつまずかない数的推理』（実務教育出版、2021年 ISBN 978-4-788-94529-6）
- 『AI実装検定 公式テキスト A級 』（大学教育出版、2022年 ISBN 978-4-866-92174-7）
- 『世界が面白くなる!身の回りの数学』（あさ出版、2022年 ISBN 978-4-866-67411-7）
- 『スマホゲームのガチャでSSRを引く確率は?』（総合法令出版、2023年 ISBN 978-4-862-80921-6）
- 『ざっくりわかる数学用語事典』（ベレ出版、2023年 ISBN 978-4-860-64740-7）

### 翻訳された書籍
- 『啟動數學腦這樣學：43則活化思考、提升數感的實用趣味題』（木馬文化、2020年 ISBN 978-986-359-817-6）
- 『圖解超易懂微積分：掌握乘除概念，從入門到實用一應俱全』（台灣東販、2021年 ISBN 978-986-511-628-6）
- 『Do it! 첫 통계 with 베이즈』（2021年 ISBN 979-116-303-307-3）
- 『極簡貝氏統計學』（楓葉社文化、2022年 ISBN 978-986-370-410-2）

## メディア

### テレビ
- 『熱血テレビ』「数学をもっと身近に」（KRY山口放送、2019年5月21日）[19]
- 『デイリーニュース（下関）』「実験を通して算数や理科を楽しく学ぶ」（J:COM下関、2020年2月12日）[20]
- 『下関人図鑑』＜第86回ゲスト＞（J:COM下関、2020年4月16日～31日）[7]
- 『ジモト応援！下関つながるNews』（J:COM下関、2021年3月1日）[21]
- 『mix』（tysテレビ山口）
  - 「算数を楽しく好きに」（2021年5月11日） [22]
  - 「算数を好きになって」海自数学教官が出前授業（tysテレビ山口、2021年8月11日）
  - スタジオゲスト、『mix深夜便』（tysテレビ山口、2022年3月14日～）
- 『Jチャンやまぐち』「冬休み算数教室」先生は海上自衛隊の教官（yab山口朝日放送、2022年1月5日）
- 『ジモトトピックス』（J:COM下関、2023年8月5日）

### ラジオ
- 『30万人のドラマ～あの人に逢いたい』（コミュニティエフエム下関、2019年7月1日～5日）[23]
- 『En∞Voyage』「11時のコンシェルジュ」（TBC東北放送、2019年12月24日）[24]
- 『おはようKRY』「モーニング＋」（KRY山口放送、2020年1月24日、3月30日[25]、5月22日[26]、7月29日[27]、10月23日[28]、2021年1月22日）
- 『スマイルオンサタデー』（FMぬまづ、2021年1月23日）
- 『KRY MORNING UP』「モーニングアップデート」（KRY山口放送、2021年4月30日、10月29日、2022年4月29日、7月29日、9月30日、12月30日）

### ビジネス誌
- フジサンケイビジネスアイ『講師のホンネ』「アウトプットする機会は重要」（2014年3月19日）[29]
- 週刊東洋経済 第6841号『４分で４冊！　新刊新書サミング・アップ』（2019年2月16日）[30]
- 雑誌プレジデント『数字の学校 vol.124』「 宝くじを1億円分買ったら当せん金はいくらか？」（2019年11月15日号）[31]
- 雑誌プレジデント『数字の学校 vol.125』「開票率1％で「当選確実」を打てるカラクリ」（2019年12月1日号）[32]
- 雑誌プレジデント『数字の学校 vol.128』「27カ月目で破綻する「ねずみ講」の数学的考察」（2020年1月17日号）[33]
- 雑誌プレジデント『数字の学校 vol.129』「○○1000mg配合」ってそんなに凄いの？（2020年1月31日号）[34]
- 雑誌プレジデント『数字の学校 vol.130』「固定1％の住宅ローンの返済総額はいくらか？」（2020年2月14日号）[35][36]
- 雑誌プレジデント『新刊コーナー』（2021年3月19日号）
- 航空情報『海上自衛隊パイロットへの道・小月教育航空群小月教育航空隊』2022年4月号（2022年2月21日号）
- THE21『ビジネスパーソンに必須のスキル「高校数学」』2022年4月号（2022年3月10日号）[37]
- 日経ウーマン『数学が分かれば日常生活のギモンが晴れる！』2025年3月号 (2025年02月07日号)

### 新聞
- 山口新聞『リレーエッセー』（2017年11月26日）
- 毎日新聞『ひと人』（2019年1月27日）[38]
- 日本経済新聞『目利きが選ぶ３冊』（2019年2月28日）[39]
- 山口新聞『数学が苦手な人へ　海自教官が手助け－下関』（2019年3月13日）[40]
- 毎日新聞『海自小月 数学教官がセミナー』（2019年3月14日）[41]
- 山口新聞『潮風の音』（2019年4月10日）
- 山口新聞『海自小月の数学教官・佐々木さん 高校で初の講演』（2019年5月28日）
- 河北新報（夕刊）『「身近なアレを数学で説明してみる」セミナー』（2019年8月9日）
- 東京新聞『品川・西五反田でセミナー「日常にある数学」海自数学教官に学ぼう』（2019年8月14日）
- 読売新聞『海自教官が数学雑学本　小月航空基地佐々木さん』（2019年8月27日）[42]
- 朝日新聞『質問受付マラソン』のご案内（2019年12月4日）
- 読売新聞『中高生の数学の疑問に答える「質問受付マラソン」』（2019年12月13日）
- 日刊新周南『ほっこり食堂で算数セミナー　海上自衛隊数学教官の佐々木さん』　（2019年12月18日）[43]
- 朝日新聞『数学教え出版も　海自小月教育航空隊の佐々木さん』（2019年12月23日）[17]
- 河北新報（夕刊）『数学の疑問に答える「質問受け付けマラソン」』（2019年12月23日）
- 日本経済新聞『実は楽しい「数学」の世界　自衛隊教官が出前教室』（2020年2月15日）[9]
- 読売中高生新聞『リスる』「ウイルス検査の信頼性」（2020年5月8日）[44]
- 読売中高生新聞『リスる』「偏差値の示す意味」（2020年8月14日）
- 毎日新聞『「微分積分」身近に感じて　海自小月航空基地の数学教官が解説本出版』（2020年8月27日）[45]
- 山口新聞『海自小月教官が数学の本　佐々木さん「微分積分を楽しく」』（2020年8月28日）[46]
- 読売中高生新聞・中高生応援キャンペーン『リスる』（2020年9月1日～10月31日）[47]
- 毎日新聞『遊ナビぐるっと東日本』得だねプレゼント掲載（2020年9月26日）[48]
- 朝雲新聞『海自の数学教官が「微分積分」の書籍を出版　身近な例えで分かりやすく』（2020年10月1日）[49]
- 朝日新聞『微分積分　学び直せる解説本　下関の海自教官が出版』（2020年10月2日）[50][51]
- はぎ時事新聞『得重さんが優勝　萩市でビブリオバトル　佐々木氏の本紹介 』（2020年10月9日）
- 日本経済新聞『目利きが選ぶ３冊』（2020年10月22日）[52]
- 産経新聞『海自小月教育航空隊の数学教官、佐々木氏が新著　山口』（2020年10月28日）[53]
- 読売中高生新聞『リスる』「AIって何者」（2020年11月13日）
- 西日本新聞『自衛隊教官が算数出前授業　佐々木さん門司で小学生に面白さ伝授』（2020年11月30日）
- 産経新聞『海自小月教育航空隊の佐々木淳教官、講師オーディション本選へ』（2020年12月10日）[54]
- 神戸新聞『海自数学教官が出前授業　クイズで小中生50人学ぶ』（2021年1月5日）[55][56]
- 読売中高生新聞『リスる』「放物線とパラボラアンテナ」（2021年2月11日）
- 朝雲新聞＜ひと＞ 『佐々木淳教官 広報活動の原点は東日本大震災』（2021年4月8日）[57]
- 山口新聞『月曜インタビュー』「面白さ、楽しさ伝えたい」～県内初の幼児さんすうインストラクターに佐々木淳さん～（2021年4月26日）[1]
- 読売新聞『海自教官 幼児に算数教室』広報兼ね「興味持つ契機に」～小月基地の佐々木さん　県内で資格初取得～（2021年5月4日）
- 読売新聞『海自数学教官が子ども向け教室 小月基地の佐々木さん　県内で資格初取得』（2021年5月11日）
- 読売中高生新聞『リスる』「当選確実すぐ出せる理由」（2021年6月11日）
- 宇部日報『埴生幼稚園の年長児が算数、海上自衛隊小月航空基地が出前授業』（2021年7月29日）[58]
- 宇部日報『9月5日YCAMで「海上自衛隊の数学教官が教える楽しい数学教室」【山口】』（2021年8月7日）[59]
- 朝日新聞 [掲示板]『算数の自由研究でSDGs教室』（2021年8月8日）
- 読売新聞『海自教官が数学教室　山口の図書館　子供向けリモート』（2021年9月6日）
- 読売中高生新聞『リスる』「99.9%除菌ってどういうこと？」（2021年9月10日）
- 読売中高生新聞『リスる』「プレミアム付き商品券ってお得なの」（2021年12月10日）
- 山口新聞『面白く楽しく算数教室海自・小月教育航空隊の佐々木さんから学ぶ』（2022年1月6日）[60]
- 読売新聞『海自教官が算数教室　美祢の児童20人参加』（2022年1月7日）
- 宇部日報『発想の転換、算数の魅力　佐々木教官（海自小月航空基地）が教室』（2022年3月3日）[61][62]
- 毎日新聞『海自数学教官が児童に算数教室』（2022年3月3日・8日）[63]
- 読売中高生新聞『リスる』「偏差値のボーダーラインはどう決まるの？」（2022年3月11日）
- 読売中高生新聞『リスる』「視力検査 1.3がないワケ」（2022年6月17日）
- 読売中高生新聞『リスる』「四則演算（＋、－、×、÷）の順序の謎？」（2022年9月30日）
- 日本経済新聞『目利きが選ぶ3冊』（2022年12月22日）[64]
- 読売中高生新聞『リスる』「人工衛星なぜ落ちてこない」（2023年1月13日）
- 読売中高生新聞『リスる』「ガチャ確率リアル・スマホで違いは？」（2023年4月28日）
- 読売中高生新聞『リスる』「インド式「１９×１９」爆速で」（2023年8月11日）
- 山口新聞『鯨と算数テーマに「親子サマースクール」』（2023年9月8日）[65]
- 読売中高生新聞『リスる』「映えるグラフに気を付けよう」（2023年11月24日）
- 読売中高生新聞『リスる』「機内の「乗客に医師」 確率は？」（2024年3月8日）
- 読売中高生新聞『リスる』「０で割れない」（2024年6月7日）
- 読売中高生新聞『リスる』「マイナス×マイナス　なぜプラス？」（2024年10月4日）
- 読売中高生新聞『リスる』「誤読しない？ バーコードの秘密」（2025年2月7日）
- 読売中高生新聞『リスる』『選挙の「比例代表」の仕組み』（2025年5月2日）
- 山陰中央新報『「当選確実」速報はなぜ出せる？　開票終了前でも可能な理由　緻密な計算以外に必要なのは･･･』（2025年7月20日）[66]
- 読売中高生新聞『リスる』「分数の割り算、なぜひっくり返る？」（2025年8月1日）

### webメディア
- 大宮経済新聞『大宮で海上自衛隊の数学教官がセミナー　身近な話題テーマに』（2019年8月29日）[67]
- 大分経済新聞『大分市で海自数学教官がセミナー　パイロット候補生の先生、「数学は簡単で面白い」』（2019年11月20日）[68]
- プレジデントオンライン『宝くじ1億円分買ったら｢当せん金｣は2964万円』（2019年12月2日）[69]
- ミライ-mirai- 『ほっこり食堂で算数セミナー 海上自衛隊数学教官の佐々木さん』（2019年12月18日）[70]
- プレジデントオンライン『開票率たった1％で｢当確｣を打てるカラクリ』（2020年1月5日）[71]
- プレジデントオンライン『ねずみ講は非合法で､マルチ商法は合法な理由』（2020年2月1日）[72]
- プレジデントオンライン『あなたは｢メガ・ギガ・テラ｣の違いをすぐ説明できるか』（2020年2月16日）[73]
- プレジデントオンライン『｢低金利でも数百万円｣3000万住宅ローン返済総額に驚愕』（2020年2月23日）[74]
- ビジネス＋IT『ウイルス検査を「ベイズ統計」で解説、なぜ闇雲なウイルス検査は誤判定が多くなる？』（2021年3月20日）[75]
- SankeiBiz「プレミアム付商品券」は本当にお得なのか？　海自数学教官に聞く」（2021年10月22日）[76]
- 東洋経済オンライン「「プレミアム付商品券｣に飛びつく人に欠けた視点」（2022年12月17日）[77]
- 東洋経済オンライン「選挙速報が開票率0％でも｢当確｣出せる納得の訳」（2023年1月22日）[78]
- Book Bang「米軍のミサイル巡洋艦がシステムダウン！緊急事態の驚くべき原因は簡単な「割り算の失敗」だった」（2023年3月1日）[79]
- 東洋経済オンライン｢謎解き｣が苦手な人が知らない2つの重要視点」（2023年3月17日）[80]
- 東洋経済オンライン｢｢宝くじで夢を買う｣人が知らないトータルの損得」（2023年11月18日）[81]
- 東洋経済オンライン｢日本人を印象操作するヤバいグラフを見抜く方法」（2023年12月21日）[82]
- 近未来KOSEN「全国高専K-DASHサマーシンポジウム2023～「ものづくり×AI×課題解決」で取り組むスタートアップ人材育成～【前編】」（2024年2月6日）[83][84]
- 山陰中央新報デジタル『「当選確実」速報はなぜ出せる？　開票終了前でも可能な理由　緻密な計算以外に必要なのは･･･』（2025年7月20日）[85]

### 動　画
- 『その青に魅せられて』 海上自衛隊リクルートビデオ　～③海自のパイロット編～（2010年） [86]

- 『下関人図鑑』第86回 佐々木淳さん（4/16放送）（2020年5月1日）[87]

- 『施されたら施し返す恩返し』第11回全国・講師オーディション　佐々木 淳 （2020年9月1日～10月21日）[88][89]

- 【数学教育者・特別対談】「愛される」数学教育者の思考　深沢真太郎×佐々木淳（2022年11月21日）[90]

- チラヨミ・数字にまつわる面白い雑学、裏話【身の回りの数学】（2023年4月24日）[91]

### その他
- 大谷由里子ケセラセラ メールマガジン『海上自衛隊知っていますか？』（2017年4月26日）[92]
- ビジネスブックマラソンvol.5212『身近なアレを数学で説明してみる』（2019年2月8日）[93]
- 『市報しものせき』「そうだ図書館にいこう」（2019年3月号）[94]
- 『東部5地区まちづくり協議会だより』「おもしろ算数・理科実験教室」（2020年4月号）[95]

## 講演活動
- 埴生地区防災訓練・防災講話（2018年11月3日、場所：山陽小野田市青年の家）[96]
- 下関市立中央図書館・数学のセミナー（2019年3月17日、場所：下関市生涯学習プラザ ドリームシップ）[97]
- 初開催！天狼院「数学ラボ」～大人の教養として「数学」を楽しく学ぶ！（2019年3月28日、場所：天狼院書店「福岡天狼院」）[98]
- 「身近なアレを数学で説明してみる」セミナー（2019年5月5日、場所：山口県防府市大道公民館）[99]
- 下関南高校・数学のセミナー（2019年5月24日、場所：下関南高等学校）
- KADOKAWAセミナー・ビジネスパーソンのための数学講座（2019年6月8日、場所：KADOKAWA第１本社ビル）[100]
- 「身近なアレを数学で説明してみる」セミナー（2019年9月22日、場所：メトロ書店ソラリアステージ店）[101]
- 「身近なアレを数学で説明してみる」セミナー（2019年9月28日、場所：メトロ書店長崎本店）[102]
- 萌えサミット9 数学トークショー（2019年10月13日、場所：ピピ510 Lホール）[103]
- ほっこり食堂・算数セミナー（2019年12月14日、場所：周南市中央町）[104]
- 下関市東部５地区まちづくり協議会・おもしろ算数教室（2020年2月9日、場所：小月公民館３階）[105]
- 下関市立勝山中学校「職業講話」（2020年2月14日、場所：下関市立勝山中学校）
- 下関南高校・勉強合宿（2020年9月21日・22日、場所：下関南高等学校）[12]
- 埴生幼稚園・たのしいさんすうきょうしつ（2021年7月16日、場所：山陽小野田市立埴生幼稚園）[58]
- 下関南高校・勉強合宿（2021年8月10日、場所：下関南高等学校）[15]
- 山口市立中央図書館・海上自衛隊の数学教官が教える　楽しい数学教室（2021年9月5日・22日、場所：山口市立中央図書館）[106][59][107][108]
- 下関市立豊東小学校・楽しい算数教室（2021年11月15日、場所：下関市立豊東小学校）
- 埼玉県立浦和高等学校・探求授業アドバイザリーグループ（2021年11月17日、場所：埼玉県立浦和高等学校）
- 下関ロータリークラブ・外部卓話『海上自衛隊数学教官としての活動』（2021年11月29日、場所：シーモールパレス）[109]
- 美祢市立美祢幼稚園放課後児童クラブ・楽しい算数教室（2022年1月5日、場所：美祢市立美祢幼稚園）
- 山陽小野田市立高泊小学校「心ときめき教室」（2022年3月2日、場所：山陽小野田市立高泊小学校）[61][62][63]
- 山口県立小野田高等学校「学習マラソン」（2022年8月9日、場所：山口県立小野田高等学校）
- 長府庭園の夏の特別企画「自由研究9＋4＝ラ」（2022年8月20日、場所：長府庭園）
- 山口県立小野田高等学校「人づくり講演会」（2022年10月27日、場所：山口県立小野田高等学校）[110]
- 下関市立大学「市民大学講座」（2022年11月15日、場所：下関市立大学）[111]
- キッズラップ・まちライブラリー関連企画　「第４回著者トーク」（2023年5月１3日、場所：キッズラップ）[112]
- 田川高校・模擬授業「AI・データサイエンス入門の入門」（2023年7月１２日、場所：下関市立大学）
- 長府庭園「下関親子サマースクール」（2023年7月30日、場所：長府庭園）[113]
- 近未来高専「全国高専K-DASHサマーシンポジウム２０２３～「ものづくり×AI×課題解決」で取り組むスタートアップ人材育成～」（2023年8月21日、場所：御茶ノ水ソラシティカンファレンスセンター）[114]
- 下関南高校・2学年出前授業・学部学科研究会・文系プログラム（2023年10月24日、場所：下関南高校)[115]
- 九州国際大学付属高等学校「高校数学からつなげるAI入門」（2023年11月22日、場所：九州国際大学付属高等学校）[116]
- 下関100人カイギ（2023年12月13日、場所：ARCH豊前田）[117]
- 早稲田大学エクステンションセンター・ビジネスに活かす数学・統計の入門講座（2024年7月17日～8月28日、場所：早稲田大学エクステンションセンター）[118]
- 下関南高校・2学年出前授業・学部学科研究会・文系プログラム（2024年10月17日、場所：下関南高校)[119]
- 早稲田大学エクステンションセンター・ビジネスに活かす数学・統計の入門講座（2025年7月2日～8月27日、場所：早稲田大学エクステンションセンター）[120]
- 【対面×オンライン】第８回数学ミニプレゼンよく分からない数学～二項間漸化式を題材にして～」（2025年7月26日、場所」東京理科大学神楽坂キャンパス）[121]

## 受賞
- 2008年 平成20年度小月教育航空群訓育所信発表会長賞
- 2009年 第5級賞詞・職務精励
- 2014年 平成25年度教育航空集団幹部対策課題最優秀賞
- 2014年 第4級賞詞・業務改善
- 2015年 第3級賞詞・業務改善
- 2018年 平成29年度教育航空集団幹部対策課題最優秀賞
- 2019年 海上幕僚監部人事教育部長による感謝状・メダル授与
- 2021年 第3級賞詞・職務精励